# Harald Sohlberg
Harald Oskar Sohlberg (29. november 1869 i Kristiania, død 19. juni 1935) var en norsk, nyromantisk billedkunstner. Han arbejdede med oliemaleri, akvarel, tegning, litografi og radering.
Solberg var 1885-90 elev på Den kongelige tegneskole (Den Kongelige Kunst- og Håndverksskole), 1891-92 hos Kristian Zahrtmann i København, senere i 1894 nogle måneder ved Eilif Peterssens og Harriet Backers malerskole.
Nogle af hans malerier blev norsk folkeeje: malerier fra fjeldene i Rondane og fra gaderne i Røros.

Solberg udførte fjeldmotivet i mange versioner ud over den på Nasjonalgalleriet. En akvarel solgtes på netauktion hos Sotheby's for godt 16 mio. kr.
|  |  | Nasjonalgalleriets store billede (h x b: 160.4 x 180 cm, olie på lærred) Vinternatt i Rondane / Vinternatt i fjellene blev 1995 valgt til Norges nationalmaleri ved en lytterundersøgelse på NRK |

| - Forskellige versioner af fjeldmotivet - Vinternatt i Rondane 1901 - 1901-02, kul, tusch, akvarel på papir - Vinternatt i Rondande 1911-14 (no) - Vinternatt i fjellene, 1914 - 1914 - Frimærke, 1914 - Vinternatt i Rondane / Vinternatt i fjellene, version III, 1918-24 (no) |

| - Andre værker af Harald Sohlberg − efter år - Natteglød, 1893 - Sommernat 1899 - Oslo fra Akershus, ca. 1900 - Elegi, 1903 - Efter snestorm, Lillegaten Røros 1903 (Nasjonalgalleriet i Oslo) - Storgaten Røros, 1903 - Natt, Røros kirke, 1904 - Blomstereng i nord, 1905 - Fiskerens hytte, 1907 - Sara vogter hjorden, ca. 1910 - Gade i Oslo, 1911 |